# Polygala campestris
Polygala campestris är en jungfrulinsväxtart som beskrevs av Gardn.. Polygala campestris ingår i släktet jungfrulinssläktet, och familjen jungfrulinsväxter. Inga underarter finns listade i Catalogue of Life.